# USS Kearsarge (LHD-3)
Pour les autres navires du même nom, voir USS Kearsarge.
L'USS Kearsarge (LHD-3) est un navire d'assaut amphibie (Landing Helicopter Dock en anglais) de classe Wasp de l'US Navy. Il fut mis en service en octobre 1993.
Cinquième navire à porter ce nom, en l'honneur du sloop USS Kearsarge, qui s'est illustré pendant la guerre de sécession américaine.

## Caractéristiques
Il peut mettre en œuvre jusqu’à vingt Harrier et six hélicoptères, mais la dotation habituelle est plutôt d'une douzaine d'avions AV-8B Harrier et une vingtaine d’hélicoptères CH-46 Sea Knight pour l'assaut et la lutte ASM ou convertibles MV-22 Osprey.

## Historique
Le 20 août 2005, l'USS Kearsarge et l'USS Ashland (LSD-48) furent la cible d'une attaque terroriste par le tir de trois roquettes Katioucha dans le port d'Aqaba en Jordanie. Les bâtiments ne furent pas atteints mais un soldat jordanien fut tué et un autre blessé lorsque les roquettes frappèrent les quais environnants. L'attaque fut revendiquée par les brigades Abdullah al-Azzam.
Le navire participe aux secours durant les inondations de 2010 au Pakistan. Il est également dépêché au large des côtes libyennes en mars 2011 dans le cadre de la révolte libyenne de 2011 et ses appareils participent à la zone d'exclusion aérienne au-dessus de la Libye.
Dans le cadre de l'opération de guerre Inherent Resolve contre l'organisation terroriste EI, l'USS Kearsarge est positionné au nord du golfe Persique et participe à partir du 19 novembre 2015 aux opérations aériennes de la coalition car pour la première fois depuis longtemps, l'US Navy ne dispose d'aucun porte-avions dans la région du Moyen-Orient. Les AV-8B Harrier de l'US Marine Corps embarqués à son bord et dont l'autonomie est très limitée peuvent ainsi se concentrer sur des interventions en territoire irakien.
Le 3 juin 2022, il devient le plus grand navire de guerre américain à faire escale à Stockholm, en Suède.